# Carmen Everts
Carmen Everts (* 12. April 1968 in Wilhelmshaven) ist eine ehemalige deutsche Politikerin (SPD; bis 2010) und ehemalige Abgeordnete des Hessischen Landtags.

## Ausbildung und Beruf
Carmen Everts wuchs in Fedderwardergroden auf und zog mit den Eltern im Juli 1977 nach Goddelau. Sie studierte nach dem Abitur am Gymnasium Gernsheim 1987 (gemeinsam mit Jürgen Walter) Rechtswissenschaften und Politikwissenschaft mit dem Abschluss Magister an der Universität Mannheim 1994. Im Jahr 1999 promovierte sie an der TU Chemnitz bei Eckhard Jesse mit einer Arbeit, in der sie politischen Extremismus am Beispiel der Republikaner und der PDS analysierte. Sie kritisiert die „grundlegende Skepsis“ der SED-Nachfolgepartei „gegenüber der parlamentarisch-rechtsstaatlichen Demokratie“.
Von 1995 bis 1999 war sie Mitarbeiterin der Firma Nike, von 1999 bis 2003 Grundsatzreferentin des SPD-Landesverbandes. Seit 2003 war sie Wissenschaftliche Referentin der SPD-Fraktion im Hessischen Landtag.
Nach ihrem Ausscheiden aus dem Landtag lebte ihr Arbeitsverhältnis mit der Landtagsfraktion wieder auf. Sie wurde jedoch von der Fraktion (unter Fortzahlung der Bezüge) vom Dienst freigestellt. Im November 2009 wurde sie von der zuständigen Auswahlkommission als Referatsleiterin der Landeszentrale für politische Bildung ausgewählt, was vom SPD-Landtagsabgeordneten Reinhard Kahl kritisiert wurde. Ihr Arbeitsschwerpunkt umfasst neben der demographischen Entwicklung die Forschung über die SED-Diktatur.
Zu einem nicht näher bestimmten Zeitpunkt wechselte Carmen Everts in das Hessische Ministerium für Digitalisierung. Unter der schwarz-grünen Landesregierung arbeitete sie unter Staatssekretär Patrick Burghardt im Fachbereich S1 Politische Analyse, Planung und Strategie als LtdMR‘in Carmen Everts. Unter der schwarz-roten Landesregierung unter Staatssekretär Stefan Sauer im Fachbereich I3 Konzeption und Steuerung von Digital- und Dialoginitiativen, Veranstaltungen, Gremien als LtdMR‘in Carmen Everts (koord.).

## Politik
Carmen Everts war seit 1989 Mitglied der SPD. Sie war von Mai 2003 bis November 2008 Vorsitzende der SPD im Kreis Groß-Gerau.
Von 1997 bis November 2008 war Carmen Everts Mitglied des Kreistages Groß-Gerau und dort stellvertretende Fraktionsvorsitzende der SPD-Kreistagsfraktion sowie Vorsitzende des Sozialausschusses.
Bei der Landtagswahl in Hessen 2008 am 27. Januar 2008 wurde Everts mit 40,3 % der Erststimmen als direkt gewählte Wahlkreisabgeordnete des Wahlkreises Groß-Gerau II in den Hessischen Landtag gewählt.
Am 3. November 2008 erklärte sie zusammen mit Silke Tesch, Jürgen Walter und Dagmar Metzger, die am Tag darauf angesetzte Wahl von Andrea Ypsilanti (SPD) zur Ministerpräsidentin mit Stimmen der Linkspartei nicht zu unterstützen. Die geplante Koalition von SPD und Grünen, toleriert durch die Linken, wurde damit unmöglich. Am folgenden Tag trat sie von ihren Parteiämtern zurück, nicht jedoch von dem direkt errungenen Landtagsmandat. Zur gleichen Zeit wurde gegen sie ein Parteiausschlussantrag gestellt. Das Parteiordnungsverfahren wurde mit einer Rüge eingestellt.
Zur Landtagswahl in Hessen 2009 bewarb sich Carmen Everts weder für den Wahlkreis noch für die Landesliste. Der Wahlkreis wurde von Günter Schork (CDU) gewonnen.
Im September 2010 bestätigte Carmen Everts hr-info auf Nachfrage, dass sie aus der SPD ausgetreten sei. Sie nannte keine Gründe für ihren Austritt, weil sie „die Debatte um ihre Person nicht erneut anheizen“ wolle. Einer anderen Partei werde sie aber nicht beitreten.

## Veröffentlichungen
- Politischer Extremismus. Theorie und Analyse am Beispiel der Parteien REP und PDS. Weißensee-Verlag, Berlin 2000, ISBN 3-934479-24-3